# Rubidograptis
Rubidograptis là một chi bướm đêm thuộc phân họ Tortricinae của họ Tortricidae.

## Các loài
- Rubidograptis regulus Razowski, 1981